# Økologi & Erhverv
|  | Sammenskrivningsforslag Artiklen Økologi & Erhverv er foreslået føjet ind i Økologisk Landsforening. (Siden september 2016) Diskutér forslaget |

Økologi & Erhverv er en avis, der udgives af Økologisk Landsforening.
Da Landsforeningen Økologisk Jordbrug blev dannet i 1981, begyndte foreningen at udsende et nyhedsbrev til medlemmerne. Efter ni numre skiftede nyhedsbrevet i april 1983 navn til Medlemsblad for Landsforeningen Økologisk Jordbrug, som med nummer 42, marts 1988, forkortede navnet til Økologisk Jordbrug, og man benyttede lejligheden til at ændre formatet fra A5 til magasinformat. I maj 1997 fordoblede avisen antallet af årlige udgivelser, da man gik over til at udkomme hver 14. dag. Med nummer 441, 16. oktober 2009, skiftede avisen navn til Økologi & Erhverv.